# Ricardo Roth
Ricardo Roth Schütz (15 de marzo de 1883, San Nicolás de los Arroyos, Argentina - 25 de junio de 1947, Osorno, Chile) fue un empresario argentino de origen suizo avecindado en Chile. Alcanzó notoriedad por su contribución a la creación del Parque Nacional Vicente Pérez Rosales, así como a la integración económica de las provincias de Río Negro en Argentina y Llanquihue en Chile, a través del Paso fronterizo Vicente Pérez Rosales.

## Biografía
Nace el 15 de marzo de 1883 en  San Nicolás de los Arroyos, Provincia de Buenos Aires, siendo hijo del paleontólogo suizo Santiago Roth y de su esposa Elisa Schütz. El censo argentino de 1895 registra a la familia residiendo en la colonia Suiza de Baradero.
A fines del siglo XIX acompaña a su padre en una serie de expediciones de índole paleontológica a la Patagonia argentina, maravillándose con la zona y empleándose en la casa Hube y Achelis que operaba desde San Carlos de Bariloche. Esta sociedad, dedicada a la exportación de productos ganaderos de la provincia de Río Negro, tenía como principal medio de salida para sus productos el cruce andino a través del Paso Vicente Pérez Rosales en dirección a la ciudad de Puerto Montt por el lado chileno. Esto lleva a que en 1901 Ricardo Roth se instale en la villa de Peulla, y algunos años después construya el moderno Hotel Peulla, orientado a facilitar el desarrollo de esta ruta. Durante su juventud también colaboró ocasionalmente con el perito Francisco Pascasio Moreno en la delimitación de la frontera entre Chile y Argentina.
En 1909 contrae matrimonio con la chileno-alemana Ella Luisa Minte, integrándose de esa forma a la colonia alemana del sur de Chile. En 1913 adquiere la compañía de Andina del Sud, transformándola de una empresa de transportes a una de turismo. En este contexto recibe como huésped al expresidente estadounidense Theodore Roosevelt durante la realización de la Expedición científica Roosevelt-Rondon, así como también tres años después a Ada María Elflein, quien contribuiría a divulgar la ruta de Roth en Argentina.

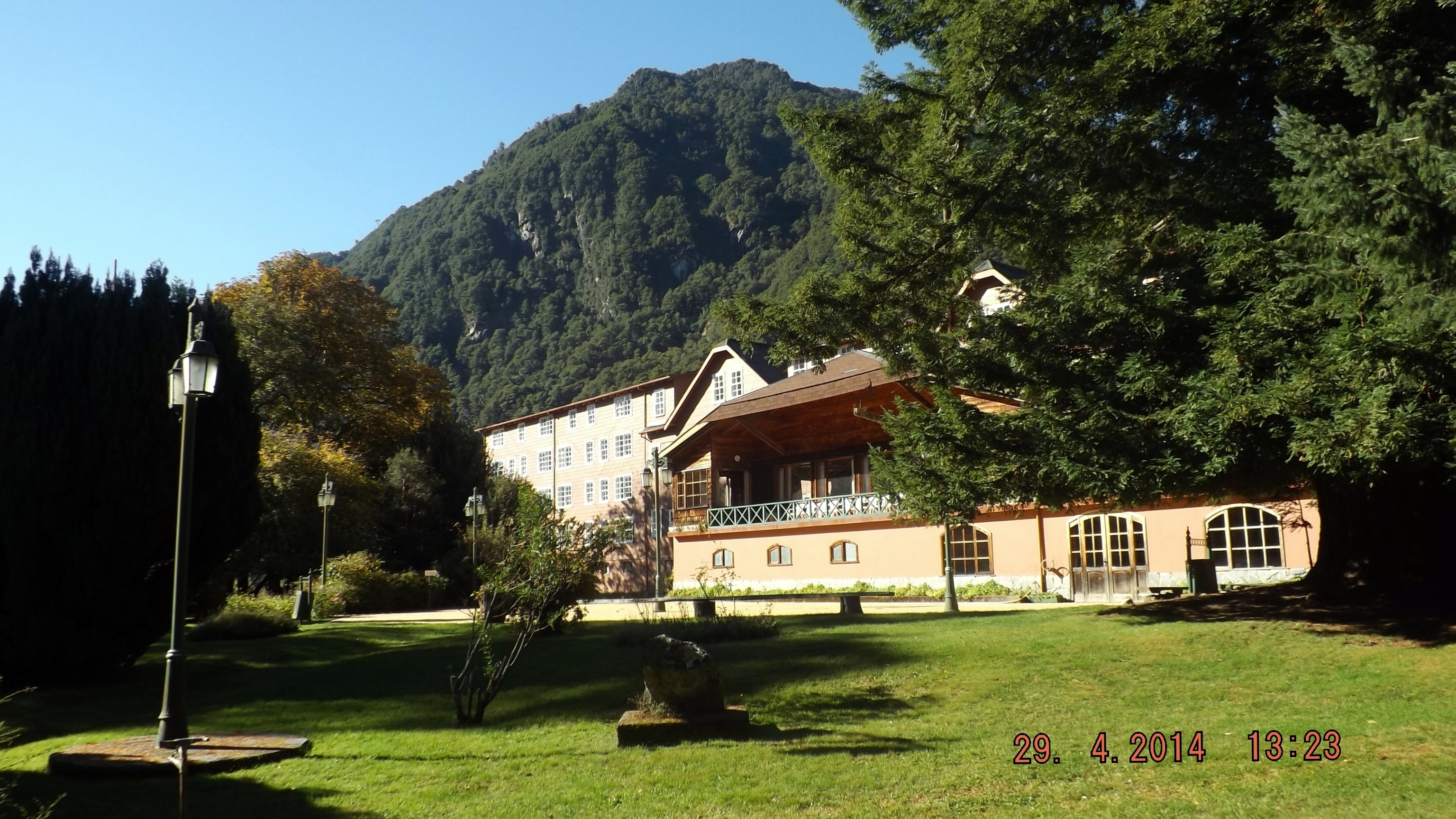
Hotel Peulla, construido por Ricardo Roth.

Producto de la Primera Guerra Mundial se produce el quiebre de la Compañía Comercial y Agrícola-ganadera Chile-Argentina, que había continuado las operaciones de la casa Hube y Achelis. En este escenario, Roth se interesa por mantener el paso andino habilitado como una ruta de índole turística, por lo que realiza gestiones ante el Gobierno de Chile para la protección ambiental de la zona en torno al Lago Todos los Santos, esfuerzos que finalizan con el Decreto Supremo N.º 552 del Ministerio de Tierras y Colonización de 1926, que concreta la creación del Parque Nacional Vicente Pérez Rosales, primer parque nacional de Chile. Junto a sus actividades en el lado chileno, mantiene su presencia en el lado argentino construyendo un hotel a orillas del Lago Frías, y en 1931 se integra al recién fundado Club Andino Bariloche.
En 1937 fallece su hijo Rudy Roth durante una expedición al volcán Puntiaguido, hecho que le generaría un gran impacto y limitaría sus actividades. Fallece el 25 de junio de 1947 en Osorno, siendo sepultado poco después en la Isla Margarita, de propiedad de su familia, en mitad del lago Todos los Santos.

## Memoria
En su memoria, las embarcaciones de Andina del Sud, que realizan diariamente el cruce del Lago Todos los Santos, hacen sonar su sirena tres veces al pasar frente a la Isla Margarita, donde descansan sus restos.
El año 2009 la historiadora Rosario Montt de Etter publicó el libro "Inmigración suiza en Chile en el siglo XIX. Por su propia fuerza. El pionero Ricardo Roth", donde se destaca la memoria del empresario, así como su legado familiar en torno a la compañía Andina del Sud.